# 国保中央病院
国保中央病院（こくほちゅうおうびょういん）は、奈良県磯城郡田原本町にある医療機関。磯城郡川西町・三宅町・田原本町及び北葛城郡広陵町の4町で構成される一部事務組合「国保中央病院組合」が運営する病院である。
がん治療に実績があり、県内で唯一のホスピスを有するほか、2007年1月31日付で地域がん診療連携拠点病院に指定されていたが、2010年3月31日をもって指定を辞退した。また、桜井地区（桜井市・宇陀市・磯城郡・宇陀郡）の病院群輪番制参加病院（5病院）、中南和地区の二次小児救急輪番医療機関（8病院）として救急医療も担当している。

## 沿革
- 1991年11月 - 国保中央病院組合設立。
- 1993年4月1日 - 開院。
- 2005年5月 - 緩和ケア病棟増床。
- 2007年1月31日 - 地域がん診療連携拠点病院の指定を受ける。

## 診療科
- 内科
- 外科
- 整形外科
- 小児科
- 皮膚科
- 泌尿器科（人工透析）
- 放射線科
- 麻酔科
- 緩和ケア科
- リハビリテーション科
- セカンドオピニオン外来
- 禁煙外来
- 呼吸器外科外来

## 医療機関の指定等
- 保険医療機関
- 救急告示医療機関
- 労災保険指定医療機関
- 指定自立支援医療機関（更生医療・育成医療・精神通院医療）
- 身体障害者福祉法指定医の配置されている医療機関
- 生活保護法指定医療機関
- 結核指定医療機関
- 小児慢性特定疾患治療研究事業委託医療機関
- 戦傷病者特別援護法指定医療機関
- 原子爆弾被害者医療指定医療機関
- 原子爆弾被害者一般疾病医療取扱医療機関
- 公害医療機関
- 臨床研修指定病院（協力型）
- DPC対象病院

## 交通アクセス
- 近鉄田原本線黒田駅下車、徒歩10分。
- 近鉄橿原線田原本駅・田原本線西田原本駅下車、当院送迎バス8分。1時間に1～2便運行されている。
- 近鉄大阪線大和高田駅下車、広陵町コミュニティバス「広陵元気号」中央幹線40分。1日6往復の運行となっている。